# Барна Ольга Василівна
Ольга Василівна Барна (нар. 19 січня 1969, с. Білобожниця, Україна) — українська педагогиня, кандидатка педагогічних наук, доцентка, викладачка-методистка, заслужена працівниця освіти України.

## Життєпис
Ольга Барна народилася 19 січня 1969 року в селі Білобожниця Чортківського району на Тернопільщині.
У 1991 році закінчила Тернопільський державний педагогічний університет (спеціальність — математика).
Від 1991 року була вчителькою інформатики у Білобожницькій середній школі Чортківського району Тернопільської області.
З 1999 по 2014 рік працювала викладачкою, старшою викладачкою, доценткою Чортківського інституту підприємництва і бізнесу Тернопільської національного економічного університету, з 2010 року працювала викладачкою інформатики, головою циклової комісії загальноосвітніх та фундаментальних дисциплін Чортківського коледжу ТНЕУ.
З 2014 року працює на посаді доцента кафедри інформатики та методики її навчання [Архівовано 20 лютого 2020 у Wayback Machine.] Тернопільського національного педагогічного університету імені Володимира Гнатюка.

## Наукова діяльність
У 2009 році захистила дисертацію на тему «Мотивація навчання інформатики в учнів 7-9 класів загальноосвітніх навчальних закладів [Архівовано 20 березня 2022 у Wayback Machine.]» в спеціалізованій вченій раді Національного педагогічного університету імені М. П. Драгоманова, рішенням президії ВАК України від 26.05.2010 р. присвоєно науковий ступінь кандидата наук за спеціальністю «Теорія та методика навчання (інформатика)».
З 2012 року присвоєне вчене звання доцента.
Досвід науково-педагогічної діяльності складає понад 26 років. Автор більше 20 авторських тренінгів з питань інновацій в освіті.
Тренер-експерт міжнародної програми «Intel. Навчання для майбутнього» в Україні (2004—2014), тренер програми «Microsoft. Партнерство в освіті», лауреат (1998 р). та член журі (2013) Всеукраїнського конкурсу «Учитель року» в номінації «Інформатика».
Багаторазовий член журі II—IV етапів Всеукраїнської учнівської олімпіади з інформаційних технологій та ІІ-ІІІ етапів Всеукраїнської учнівської олімпіади з інформатики.
Член робочих груп Міністерства освіти та науки з питань моніторингу ІКТ компетентності вчителів та учнів, розробки навчальних програм з інформатики, впровадження STEM-освіти в Україні.
Автор понад 80 науково-методичних праць з педагогіки вищої та середньої школи, методики навчання інформатики, технології електронного навчання.
У складі авторських колективів автор понад 30 підручників та навчальних посібників з інформатики для 2-11 класів закладів загальної середньої освіти, які мають гриф Міністерства освіти та науки та використовуються в освітніх закладах України. Веде авторські освітні методичні блоги для вчителів-предметників.
Має авторські свідоцтва на інтелектуальну власність.
Сфера наукових інтересів:
- теорія та методика навчання,
- електронне навчання,
- впровадження компетентнісного підходу в освіті,
- STEM-освіта,
- навчання дорослих.

Основні наукові праці [Архівовано 3 березня 2020 у Wayback Machine.]
- Морзе Н. В., Барна О. В., Вембер В. П. Формувальне оцінювання: від теорії до практики. Інформатика та інформаційні технології в навчальних закладах. 2013. № 6. С. 45-57.
- Морзе Н. В., Барна О. В., Вембер В. П. Кузьмінська О. Г. Система компетентнісних завдань як засіб формування компетентностей на уроках інформатики. Інформатика та інформаційні технології в навчальних закладах. 2015. № 4. С. 17–27
- Морзе Н. В. Барна О. В., Вембер В. П. Кузьмінська О.Г, Саражинська Н. А. Навчально-методичний комплект «Інформатика, 5»: у ногу з вимогами суспільства. Інформатика та інформаційні технології в навчальних закладах. 2013.  № 4.  С. 65–76
- Морзе Н. В., Барна О. В., Вембер В. П., Кузьмінська О. Г. Проектна діяльність як засіб формування ІКТ-компетентності учнів. Інформатика та інформаційні технології в навчальних закладах. 2014.  № 3 (51). С.52-59.
- Balyk N., Barna O.,  Shmyger G., Oleksiuk V., 2018:  Model of Professional Retraining of Teachers Based on the Development of STEM Competencies [Архівовано 16 лютого 2020 у Wayback Machine.] / ICTERI 2018 ICT in Education, Research and Industrial Applications. Integration, Harmonization and Knowledge Transfer. Volume II. — 318—331 p.
- Morze, N., Barna, O., Kuzminska, O., & Vember, V., 2015: Formation of ICT competences through the system of competency tasks: from idea to practical implementation. In: IT Tools — Good Practice of Effective Use in Education. [Архівовано 3 березня 2020 у Wayback Machine.] Monograph Sc. Editor Eugenia Smyrnova-Trybulska, Studio Noa for University of Silesia, Katowice-Cieszyn, 2015, 408 p. ISBN 978-83- 60071-82-3 pp. 219—234.
- Барна О. В., Балик Н. Р. Впровадження STEM-освіти у навчальних закладах: етапи та моделі [Архівовано 29 жовтня 2019 у Wayback Machine.] // І регіональна науково-практична вебконференція «STEM-освіта та шляхи її впровадження в навча-льно-виховний процес».
- Morze N., Formation students’ ICT competence: case study [Архівовано 3 березня 2020 у Wayback Machine.] / Morze N., Barna O., Kuzminska O, Vember V. // Kyiv: Open educational e-environment of modern university, № 3 (2017)89–99.

## Відзнаки
- Почесна грамота Міністерства освіти та науки України (1998);
- Почесна грамота Верховної ради України (2017);
- Заслужений працівник освіти України (2019)[1];
- грамоти відділу освіти Чортківської райдержадміністрації (2014), Тернопільської обласної державної адміністрації (2016), Національної академії наук України, Національного центру «Мала академія наук України» (2017), Управління освіти та науки Тернопільської обласної державної адміністрації (2017);
- подяки Інституту модернізації змісту освіти МОН (2015), Управління освіти і науки Тернопільської міської ради (2017), Тернопільського комунального методичного центру науково-освітніх інновацій та моніторингу (2017).